# 메시나 해협

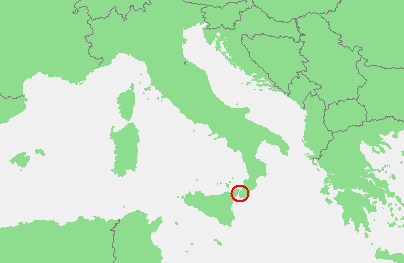
메시나 해협의 위치

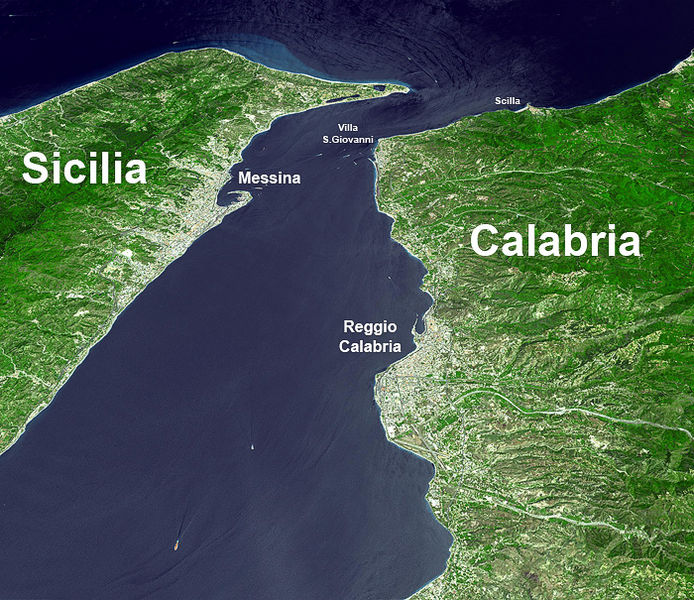
메시나 해협 위성 사진

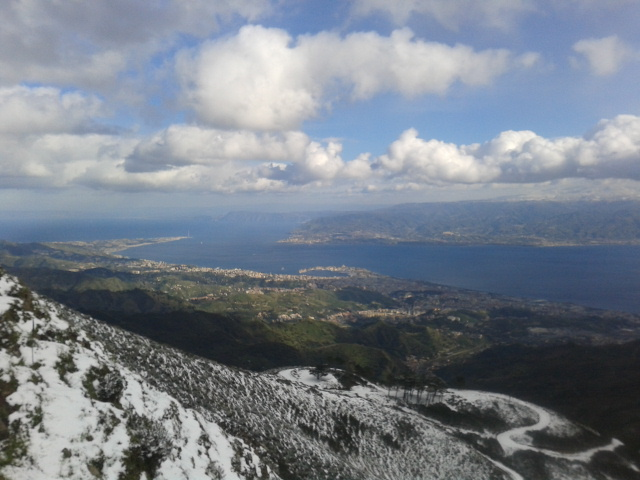
Peloritani 산에서 볼 메시나 해협

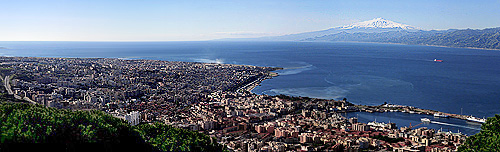
메시나 해협 에트나 산

메시나 해협(이탈리아어: Stretto di Messina, 시칠리아어: Strittu di Missina)은 시칠리아섬과 이탈리아반도의 끝 칼라브리아주 사이의 좁은 해협이다. 폭이 가장 좁은 곳은 1.9km로 티레니아해와 이오니아해를 잇는다. 이탈리아 서해안에 있는 시칠리아섬의 메시나와 이탈리아 동해안에 있는 이탈리아반도의 빌라산조반니 및 레조디칼라브리아 사이를 횡단하는 연락선이 운항하며 시칠리아 섬의 중요한 교통로이다.

## 같이 보기
- 메시나 해협 대교